# Mozaïek

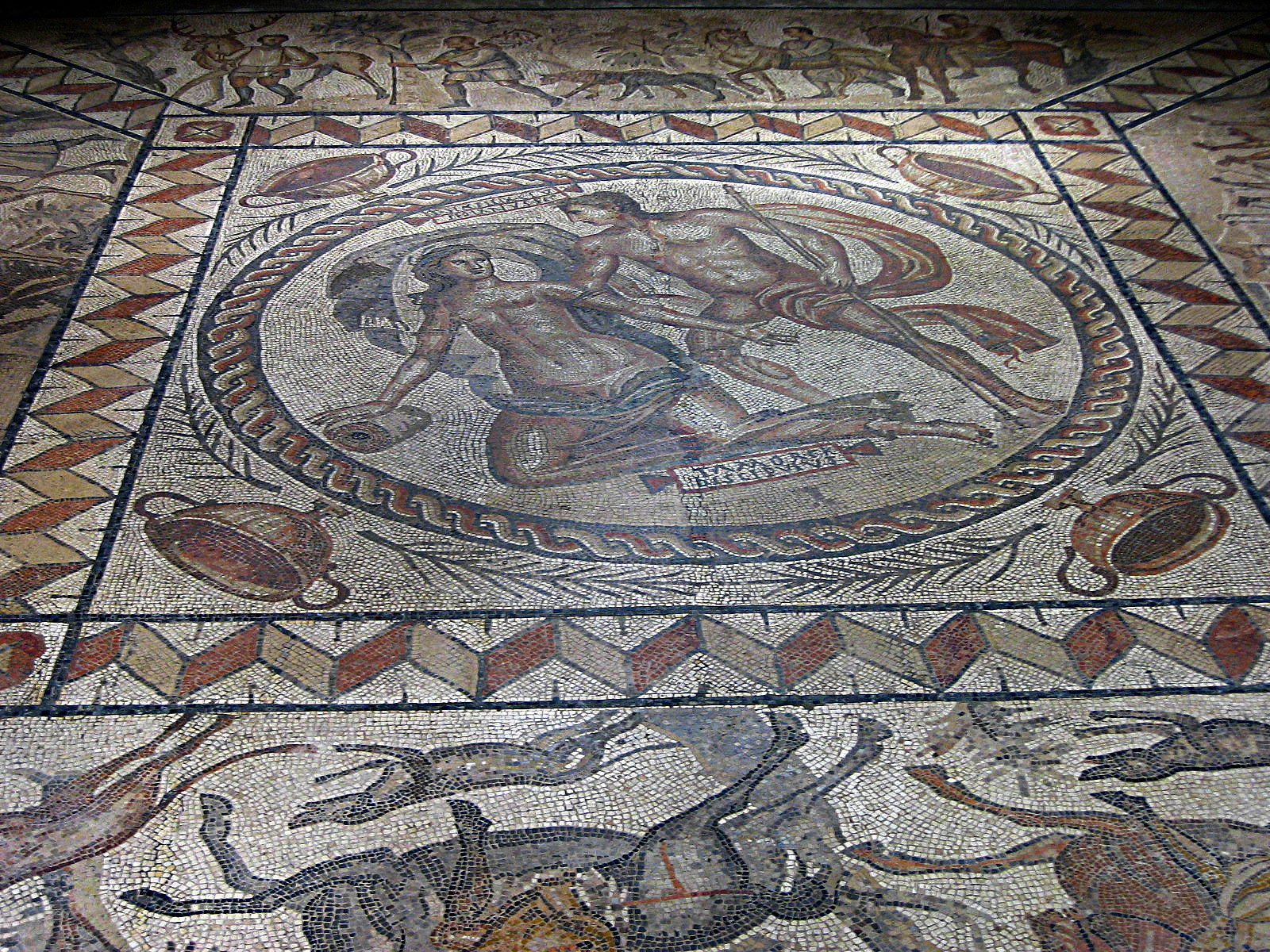
Romeins mozaïek, gelegd in Lillebonne (Frankrijk)

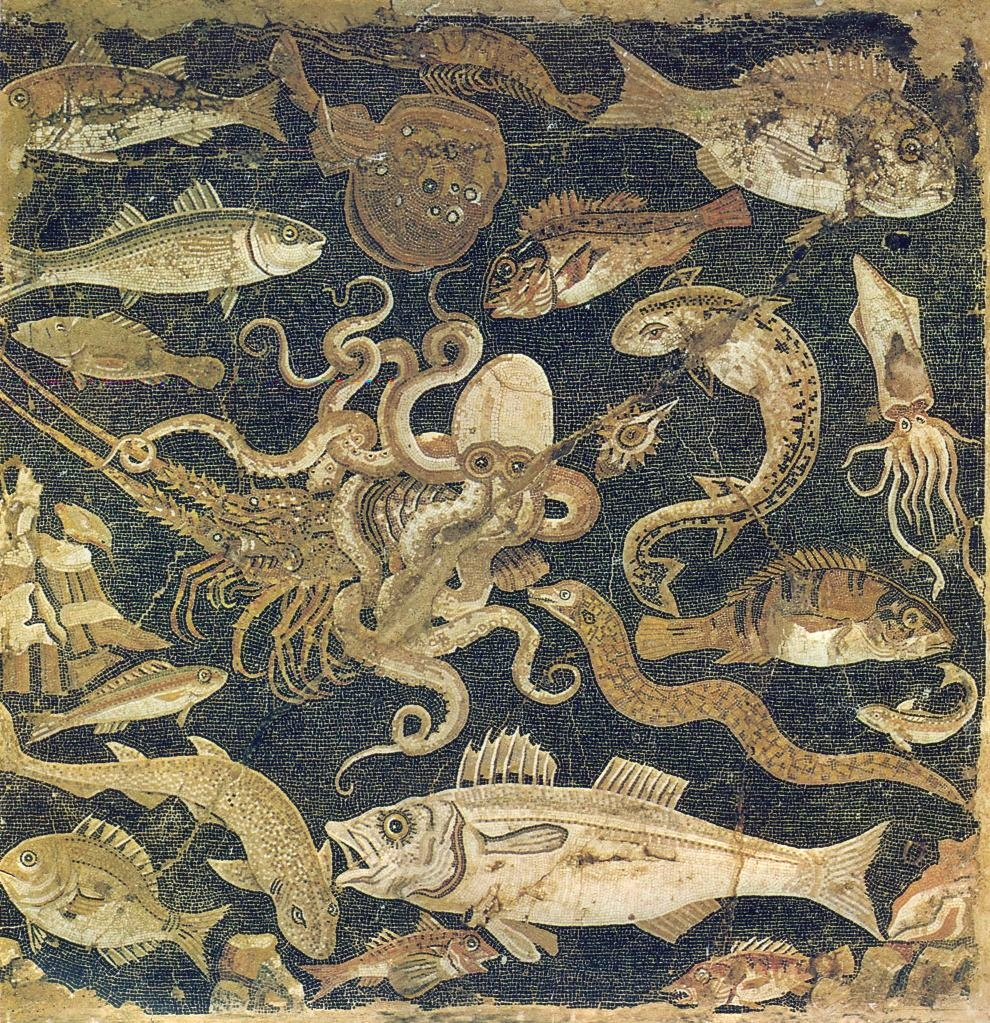
Romeins mozaïek, gelegd in een woonhuis in Pompeii

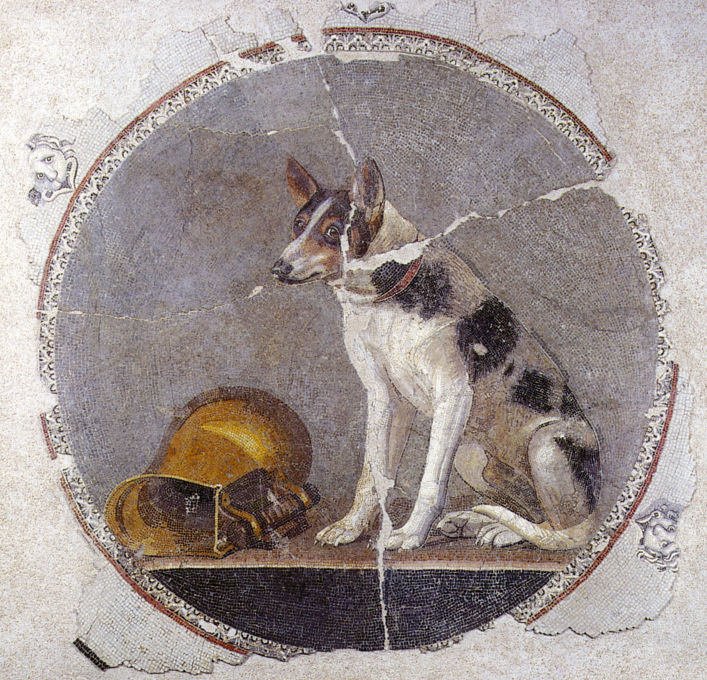
Mozaïek van de 2e eeuw v.Chr. uit Alexandrië. Een schuldig kijkende hond heeft een gouden kan omgegooid.

Mozaïek is een kunstvorm waarbij een grote afbeelding wordt vervaardigd uit een groot aantal kleine gekleurde steentjes (tesserae), die in een vloer of wand worden gemetseld. Met glas is het mogelijk een glas in lood-mozaïek te maken.
In de Griekse en Romeinse tijd werden in luxe villa's mozaïeken gemaakt, waarop afbeeldingen van keizers, goden of taferelen van alledag te zien waren. Op diverse plaatsen in Europa zijn mozaïeken teruggevonden die tot op de dag van vandaag goed bewaard zijn gebleven.
Vanuit de middeleeuwen is onder meer de cosmatentechniek bekend, waarbij op geraffineerde wijze geometrische figuren werden ingelegd.

## Technieken
Een mozaïek kan op twee manieren worden vervaardigd. De eerste manier is door het ter plaatse erop te zetten en vervolgens aan te brengen op de ervoor bestemde plaats. Deze techniek vereist echter een grote vaardigheid en is inspannend, omdat de maker voortdurend gebukt op de vloer moet zitten, en alle tegeltjes een voor een moet bevestigen.
Een andere methode is het maken van een sjabloon op een stuk papier, karton of stof. Vervolgens worden de steentjes op de sjabloon gelijmd. Dit werk kan in een atelier elders worden gedaan. De sjabloon is het spiegelbeeld van de uiteindelijke afbeelding. Het leggen gebeurt door het mozaïek met de sjabloon naar boven in het cement te drukken.
Mozaïeken die op deze manier zijn vervaardigd zijn over het algemeen vlakker dan mozaïeken die direct op de vloer zijn aangebracht.
Het gebruik van sjablonen is met name praktisch voor het vervaardigen van sierranden met geometrische patronen. De Romeinse mozaïekleggers pasten ook een combinatie van technieken toe, waarbij de belangrijkste voorstelling ter plaatse werd gelegd, terwijl de ornamenten en omlijsting door middel van sjablonen werden aangebracht.
Tegenwoordig worden ook mozaïeken verkocht waarbij de losse steentjes of tegeltjes op een stuk gaas zijn gelijmd. Dit gaas wordt, in tegenstelling tot de sjabloon, direct tegen de wand of vloer aangebracht waarop het mozaïek wordt bevestigd. Hierna wordt de specie of kalk aangebracht waarmee het mozaïek bevestigd wordt.

## Geschiedenis
Mozaïek werd al in de tweede helft van het derde millennium voor Christus gevonden in Abra, Mesopotamië. Dit mozaïekwerk bestond uit verschillende stukken gekleurd steen, schelpen en ivoor. De eerste geglazuurde mozaïektegels werden 1500 voor Christus gevonden. Daarnaast waren er verschillende tijdperken en rijken die van invloed zijn geweest op de ontwikkeling van mozaïek.

### Grieken en Romeinen
De Grieken waren liefhebbers van de mozaïekkunst. De Griekse stijl werd voornamelijk in de derde eeuw voor Christus ontwikkeld. Het onderwerp van deze kunstwerken waren voornamelijk mythologische wezens, religieuze types, rijkdom en natuur. In deze periode was de schilderkunst, evenals beeldhouwkunst populairder dan mozaïekkunst. Hierdoor zijn veel mozaïekkunstwerken gebaseerd op of geïnspireerd door schilderijen.
De Romeinen namen de mozaïekkunst over van de Grieken. Met de mozaïekkunstwerken werden voornamelijk huizen van de rijken versierd. Voornamelijk het beleggen van vloeren met mozaïek was toentertijd populair. De meeste kunstenaars die deze mozaïekwerken maakten in de huizen van de rijke Romeinen, waren Griekse slaven.

### Christelijke mozaïeken
Aan het eind van de 4e eeuw werden er door de Christenen veel basilieken gebouwd door heel Europa. De muren en plafonds van deze basilieken werden veelvuldig belegd met mozaïekkunstwerken. Het onderwerp van deze werken waren christelijke verhalen en typen, zoals God en Jezus.
In de 5e eeuw werd Ravenna, toenmalig hoofdstad van het Westelijke Romeinse gebied, ook de hoofdstad van mozaïek. Onder meer het mausoleum werd belegd met mozaïekwerken, tussen 425 en 430. Halverwege de 6e eeuw werd Ravenna veroverd door het Oostelijke Romeinse rijk, in deze periode bloeide de kwaliteit van de mozaïekkunst.

## Vindplaatsen van mozaïek

### Griekse tijd
- Koninklijke Musea voor Kunst en Geschiedenis in Brussel

### Romeinse tijd

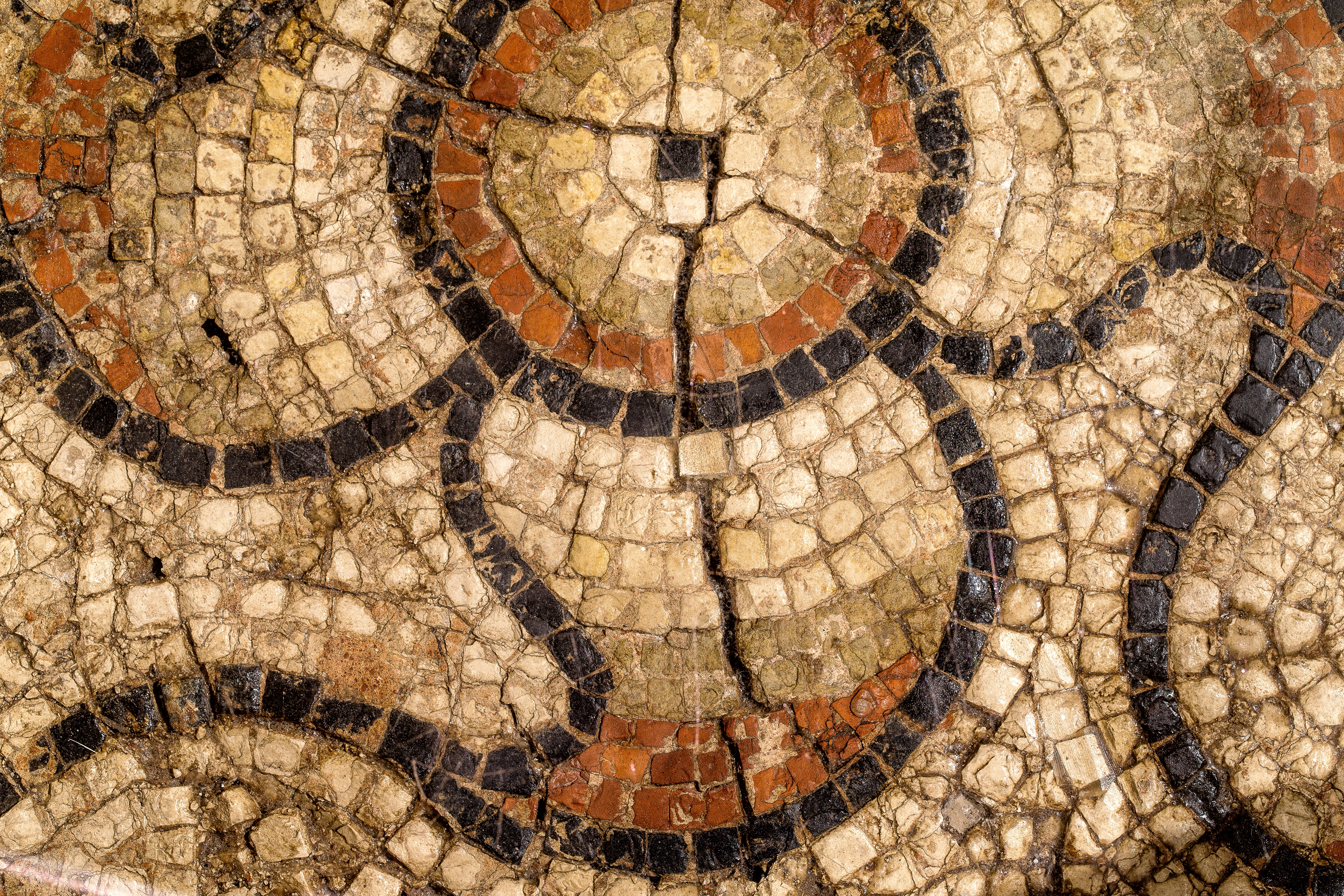
Fragmentaire geometrische vloermozaiek in kalksteen en terra sigillata, afgeboord met opus spicatum in terracotta, 70 tot 175 NC, vindplaats Tongeren, Hondsstraat

- Ostia Antica en Villa Adriana buiten Rome
- Pompeï
- Villa Romana del Casale in Piazza Armerina op Sicilië
- Vaison-la-Romaine, Frankrijk
- Lillebonne, Frankrijk
- Gallo-Romeins museum van Fourvièremin Lyon
- Gallo-Romeins Museum (Tongeren)[1]
- Volubilis, Marokko
- Keulen, Duitsland
- Garni, Armenië

### Vroegchristelijke middeleeuwen

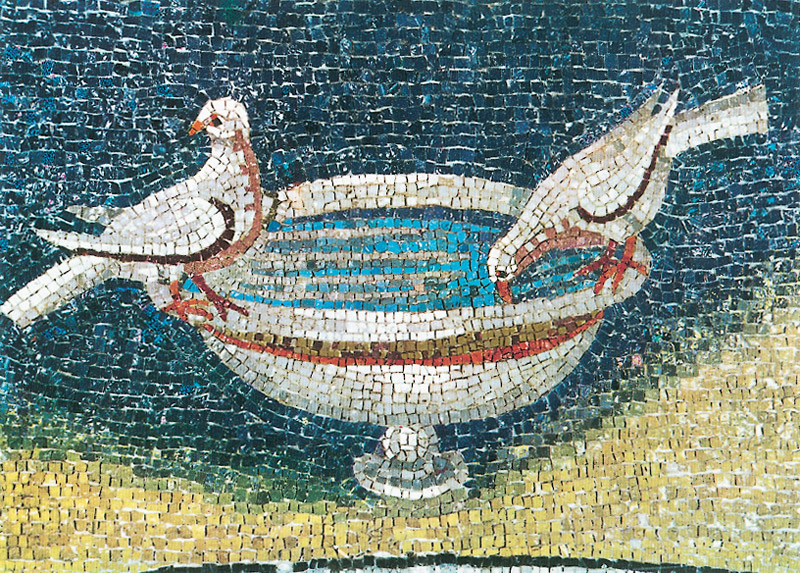
Duiven in Mausoleum van Galla Placidia (Ravenna)

- Basiliek van San Vitale en Mausoleum van Galla Placidia in Ravenna
- Aquileia in Noordoost Italië

### Middeleeuwen
- Dom van Monreale op Sicilië.
- Basiliek San Marco in Venetië.
- Alhambra in Granada.

### Late middeleeuwen
- Sint-Pietersbasiliek in Rome

### Recent mozaïekwerk

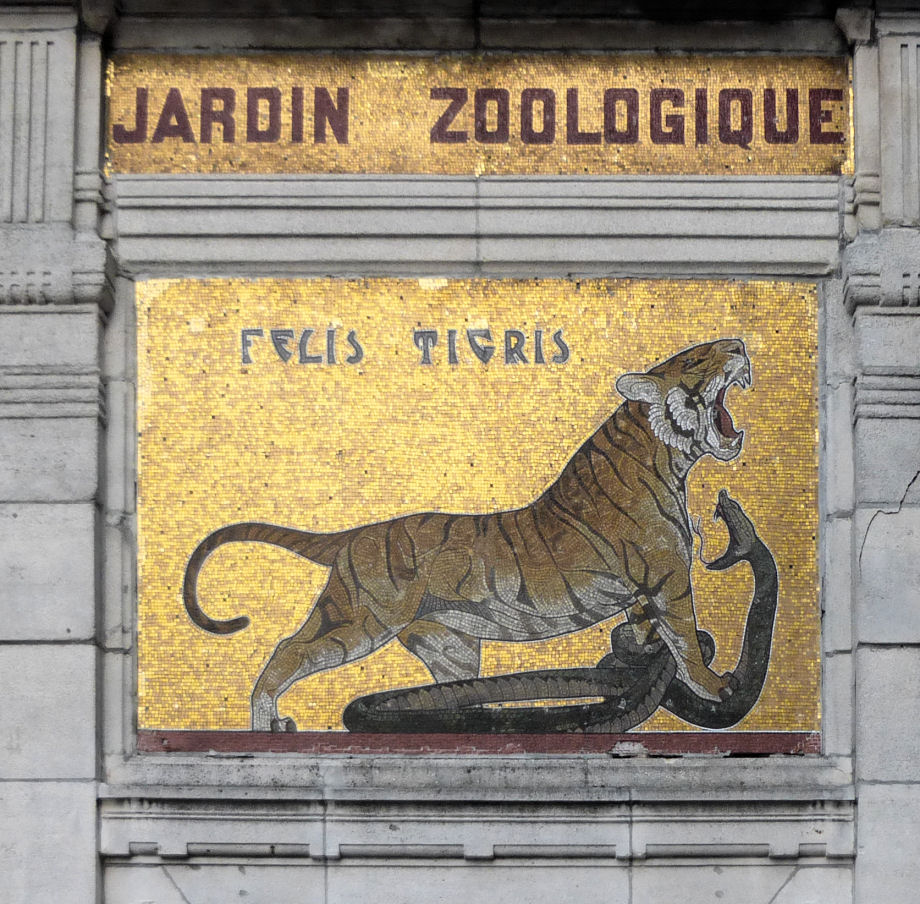
"Felis Tigris" door Henri Verbuecken, Antwerpen.

- Henri Verbuecken, art nouveau sierkunstenaar, bekend om zijn mozaïeken van dieren.
- Kruising der Spartanen te Anglefort, Frankrijk
- Gaudí, Catalaanse architect en beeldend kunstenaar, in Park Güell, Barcelona, onder andere tegelscherven - mozaïek
- Gaudi in Sagrada Familia in Barcelona
- Johan Thorn Prikker
- Marcelo de Melo uit Brazilië
- Danny Matthys, Belgische beeldende kunstenaar en kunstenaar gemengde techniek, past het toe in monumentale installaties.